# Arimoto Koji
Koji Arimoto (sinh ngày 21 tháng 6 năm 1973) là một cầu thủ bóng đá người Nhật Bản.

## Sự nghiệp câu lạc bộ
Koji Arimoto đã từng chơi cho Verdy Kawasaki.